# Метрика Лоренца
Ме́трика Ло́ренца — псевдоевклідова метрика простору Мінковського, що природно виникає у спеціальній теорії відносності, і як тривіальний частковий випадок — у загальній теорії відносності.
Плоский простір Мінковського з координатами {\displaystyle (x^{0},x^{1},x^{2},x^{3})=(ct,x,y,z)\ }, що використовується у спеціальній теорії відносності, має метричний тензор
{\displaystyle g={\begin{bmatrix}1&0&0&0\\0&-1&0&0\\0&0&-1&0\\0&0&0&-1\end{bmatrix}}\ }
Тут {\displaystyle x^{1},x^{2},x^{3}} — звичайні прямокутні рівномасштабні декартові координати, а {\displaystyle t} — час, виміряний у цій системі відліку, {\displaystyle c} — швидкість світла.
За допомогою цього тензора визначається інтервал
{\displaystyle ds={\sqrt {g_{ij}dx^{i}dx^{j}}}={\sqrt {c^{2}(dt)^{2}-(dx)^{2}-(dy)^{2}-(dz)^{2}}},}
інваріантний відносно перетворень Лоренца аналог і узагальнення 3-вимірної відстані у фізичному просторі на 4-вимірний простір час (в останній формулі двійка означає не індекс, а степінь).
Для кривої, всі точки якої стосуються одного й того ж моменту часу, формула довжини кривої зводиться до звичайної тривимірної форми. Для часоподібної кривої, формула довжини дає власний час уздовж кривої.
Метрика Мінковського є псевдоевклідовою метрикою: як бачимо, вона не додатно визначена, при цьому постійна (представлена не залежною від координат матрицею у звичайних декартових координатах) і описує, таким чином, плоский псевдоевклідів простір.
Всі закони фізики (якщо залишити осторонь гравітацію) записуються однаково у всіх інерціальних системах відліку, при цьому описана щойно метрика Лоренца інваріантна для всіх цих систем відліку, якщо використовувати природні фізичні процедури вимірювання. Перерахунок фізичних величин (зокрема відстаней і кутів) між різними системами відліку здійснюється перетвореннями Лоренца, що зберігають інваріантність цієї метрики.
Важливою особливістю метрики Мінковського є наявність світлового конуса, що складається з векторів нульової довжини і обмежує ділянки майбутнього і минулого відносно заданої події.

## Зауваження
- Для метрики Мінковського (лоренцевої метрики), описаної тут, дуже часто застосовується спеціальне позначення {\displaystyle \eta _{ij}\ }.
- Іноді метрика Мінковського береться з протилежним знаком, тобто {\displaystyle (-1,+1,+1,+1)}. Більше того, історично така сигнатура з'явилася першою у Мінковського, який ввів її за допомогою множення {\displaystyle x^{0}} на уявну одиницю[джерело?], тобто {\displaystyle x^{0}=\imath ct} (тоді метрика формально мала звичайний евклідів вигляд, тобто скалярний добуток обчислювався просто підсумовуванням добутків компонент, але реально була з точністю до знака тією ж, що й описана на початку цієї статті).